# پرویز مینا
پرویز مینا در فروردین ۱۳۰۶ در تهران متولّد شد. پس از پایان دوره متوسطه در کنکور آموزشگاه فنی نفت آبادان شرکت کرد و در سال ۱۳۲۶ موفق به اخذ دیپلم با درجه عالی شد. به همین سبب، شرکت نفت او را برای ادامه تحصیل به انگلستان فرستاد. مینا در سال ۱۳۳۰ از دانشگاه بیرمنگام لیسانس مهندسی شیمی گرفت و پس از یک دوره کوتاه در ایران، برای تحصیلات عالی دوباره به بیرمنگام مراجعت کرد و در ۱۳۳۶ موفق به اخذ درجه دکترا در رشته مهندسی شیمی شد. پس از بازگشت به ایران، وی در شرکت ملی نفت‌کش ایران، در بخش اکتشاف و تولید به کار مشغول شد.
"شام مینا" از اصطلاحاتی بود که بین رجال اقتصادی و سیاسی زمان پهلوی دوم رایج بود. هر هفته میهمانی شبانه‌ای به میزبانی پرویز مینا برگزار می‌شد که نمایندگان کارتل‌های اقتصادی و به خصوص شرکت‌های نفتی بین‌المللی در آن شرکت می‌کردند و با استفاده از روابط ایجاد شده در این جلسات، بر سیاستگذاری اقتصادی کشور تاثیر می‌گذاشتند.

## سوابق کاری
سال ۱۹۶۰ هنگامی که سازمان اوپک تأسیس شد، پرویز مینا به عنوان رئیس بخش تولید در دبیرخانه اوپک، مسئول جمع‌آوری و توزیع اطلاعات و آمار در زمینه فعالیت‌های اکتشاف و توسعه و تولید در کشورهای عضو اوپک گردید. یک سال بعد، در ۱۳۴۰، به ایران بازگشت و به عنوان مسئول بخش مهندسی و تولید نفت برگزیده شد.
از ۱۳۴۳ تا ۱۳۴۷ به عنوان رئیس قسمت شرکت‌های وابسته شرکت ملی نفت ایران، مسئولیت فعالیت‌های مربوط به مذاکره، تهیه و اجرای قرارداد با شرکت‌های خارجی را در زمینه اکتشاف، توسعه و تولید نفت در ایران به عهده داشت.
وی در ۱۳۴۷ به معاونت امور بین‌المللی و عضویت علی‌البدل هیئت مدیره و سپس در سال ۱۳۵۳ به مدیریت امور بین‌المللی و عضویت هیئت مدیره شرکت ملی نفت ایران منصوب شد. در همان حال او از ۱۳۵۰ تا ۱۳۵۳ رئیس هیئت مدیره شرکت سیربپ (SIRIP)، از ۱۳۵۴ تا ۱۳۵۷ عضو هیئت مدیره شرکت ملی نفت‌کش ایران، و از ۱۳۵۵ تا ۱۳۵۷ رئیس هیئت مدیره شرکت نفت ایران در انگلیس Iranian Oil Company (UK) Ltd بود.
پس از انقلاب اسلامی، پرویز مینا در فرانسه سکنی گزید. او از ۱۹۸۰ تاکنون مشاور بین‌المللی در امور مربوط به نفت است.